# Anthony Johnson Allaire
Pour les articles homonymes, voir Anthony Johnson et Johnson.
Anthony Johnson Allaire (né le 17 février 1829 à Cincinnati, Ohio, et mort le 9 août 1903 à Manhattan, État de New York) est un brigadier-général de l'Union.

## Biographie

### Avant la guerre Sécession
Avant de début du conflit, Anthony Johnson Allaire est officier de police à New York.

### Guerre de Sécession
Anthony Johnson Allaire s'engage le 30 août 1862 en tant que capitaine dans le 133rd New York Volunteer Infantry. Il est promu commandant le 4 août 1864, puis lieutenant-colonel le 24 décembre 1864,. 
Il est finalement breveté colonel et brigadier-général des volontaires le 13 mars 1865 pour « bravoure et services méritants durant la guerre », avant de quitter le service actif le 6 juin 1865,.
Il participe avec son régiment à la bataille de Cedar Creek lors de la campagne de la vallée de la Shenandoah.

### Après la guerre de Sécession
Il retourne dans la police dans la ville de New York, et terminera en tant que capitaine de police de la ville. 

#### Affaire McFarland-Richardson
Le 25 novembre 1869, Daniel McFarland, assesseur adjoint de la ville de New York, entre dans un bureau du Tribune. Lorsque le journaliste Albert D. Richardson entre dans le bureau, McFarland sort un pistolet et tire sur Richardson. Celuui-ci se retourne et reconnait le tireur. McFarland s'enfuit alors tandis de Richardson est amené dans une chambre d'hôtel Astore House. Le capitaine Allaire se rend au Tribune mais ne récupère que peu d'informations à l'exception des noms de la victime et de l'agresseur. Après avoir pris connaissance de l'adresse du domicile, Allaire s'y rend mais constate que McFarland l'a quitté une heure plus tôt. McFarland est arrêté à l'hôtel Westmoreland en fin de matinée. Le capitaine Allaire du quatrième commissariat de police fait une confrontation de McFarland dans la chambre de l'hôtel Astore House, où Richardon reconnaît formellement son agresseur.
Il meurt à New York et 9 août 1903 et est enterré dans le cimetière de Woodlawn de la ville.